# فایشتن
فایشتن (به آلمانی: Feichten) یک شهر در آلمان است که در بایرن واقع شده‌است.

## خصوصیات
فایشتن ۱۷٫۹۱ کیلومترمربع مساحت دارد ۵۱۸ متر بالاتر از سطح دریا واقع شده‌است.